# 伊桑·维什尼亚克
伊桑·特库姆塞·维什尼亚克（英語：Ethan Tecumseh Vishniac，1955年—），男，美国天体物理学家。

## 生平
伊桑·维什尼亚克先后毕业于罗切斯特大学和哈佛大学。

## 家庭
祖父罗门·维许尼亚克为摄影师，父亲沃尔夫·V·维什尼亚克为微生物学家。